# Soleirolia soleirolii
Genre
Espèce
Soleirolia soleirolii est une espèce de plantes à fleurs dicotylédones de la famille des Urticaceae, originaire de l'ouest du bassin méditerranéen (plante tyrrhénienne). C'est l'unique espèce du genre Soleirolia (genre monotypique). Elle est parfois aussi dénommée Soleirole, ou Hélixine ou encore Helxine (son ancien nom de genre) ou « Larme d'ange ».

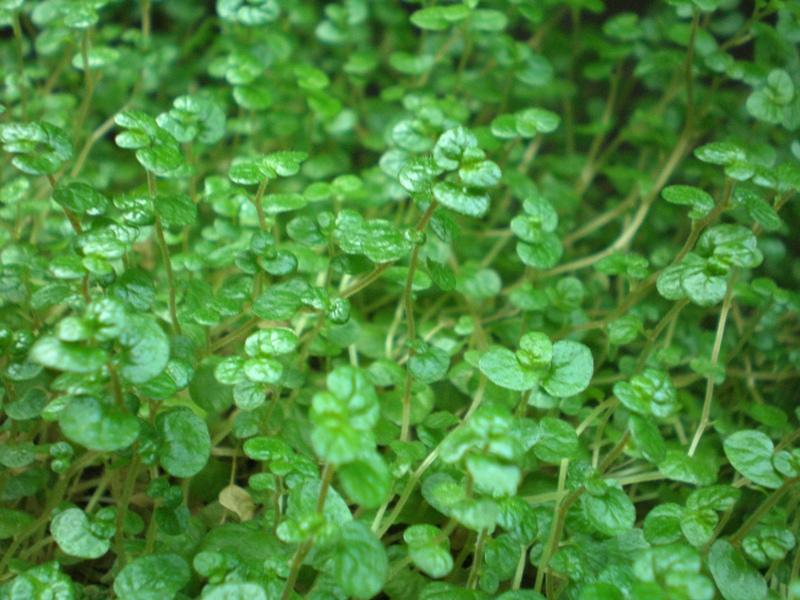
Vue rapprochée d'un tapis de Soleirolia soleirolii.

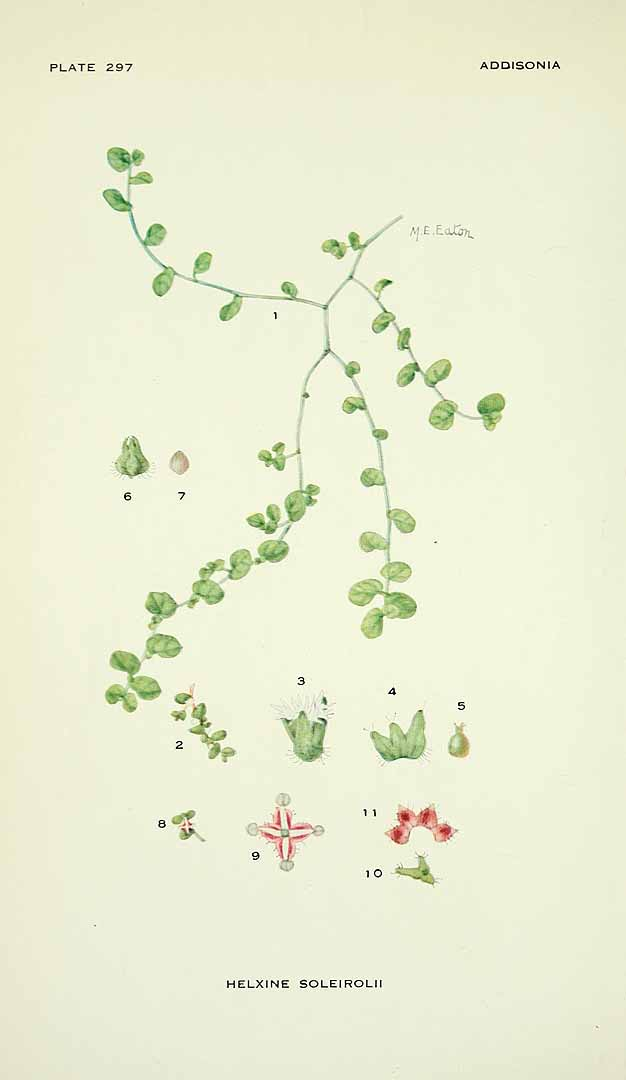
Planche botanique présentant les différentes parties de la plante Soleirolia soleirolii.

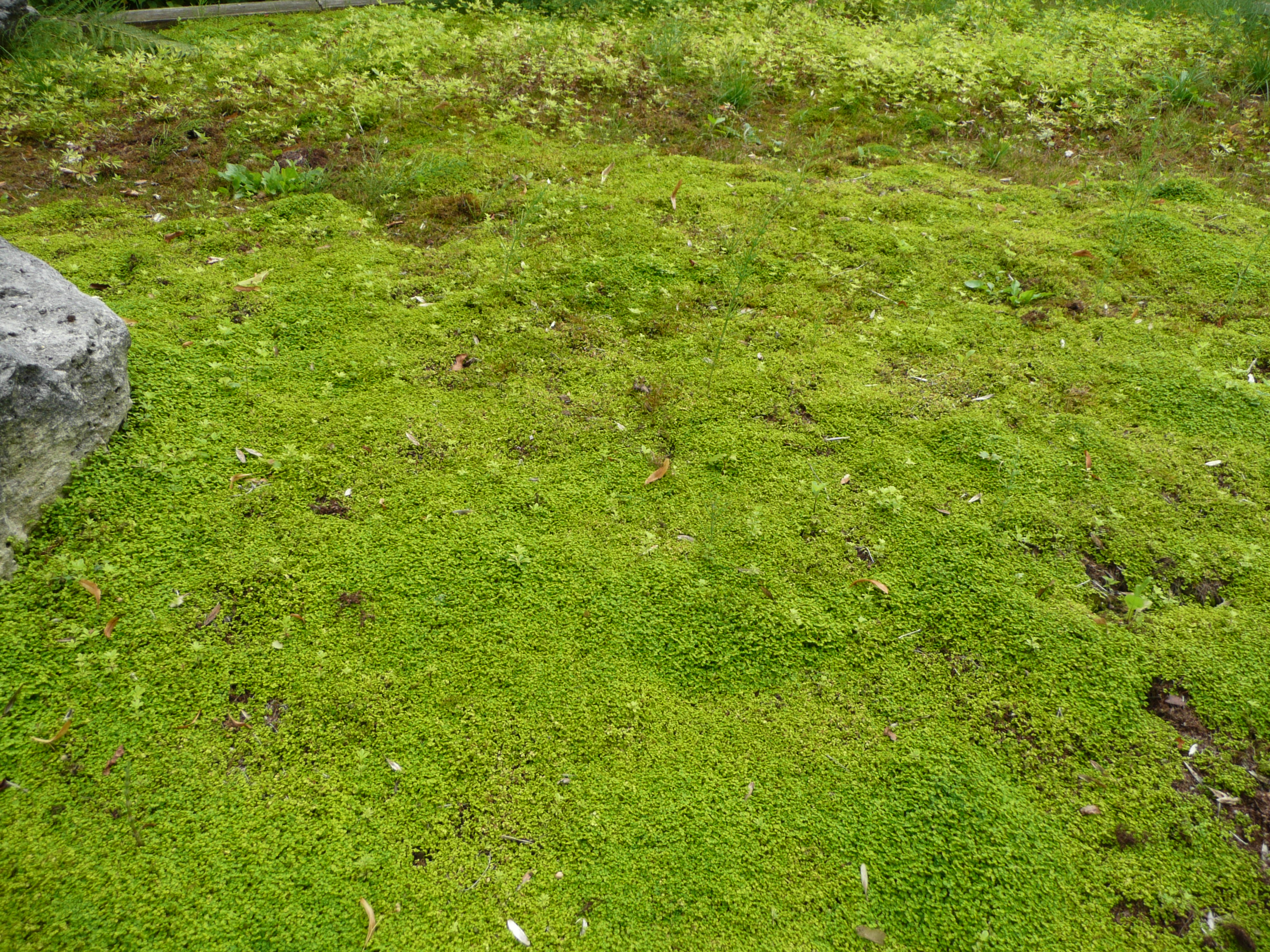
Tapis dense de Soleirolia soleirolii.

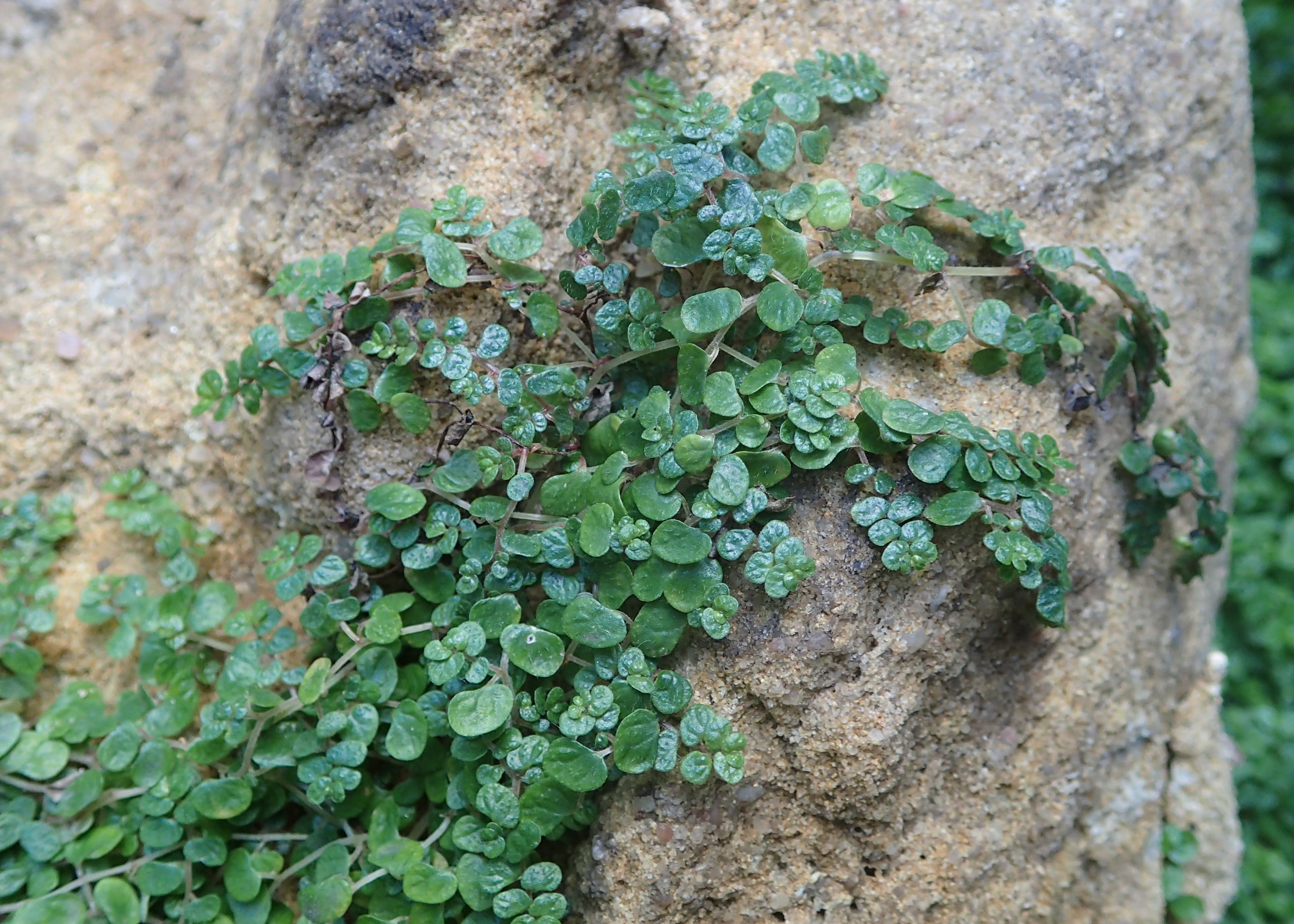
S. soleirolii colonisant la surface d'une roche.

Cette herbacée, vivace naine, aux racines traçantes peu profondes, forme des touffes ou tapis, qui la font apprécier comme plante couvre-sol (susceptible de devenir envahissante quand les conditions du milieu lui conviennent parfaitement (environnements tempérés à subtropicaux mais constamment humides et ombragés).

## Systématique
La première description de la plante (sous le nom Helxine soleirolii) a été faite en 1825 par le botaniste français Esprit Requien qui a par ce nom voulu rendre hommage à Henri-Augustin Soleirol, le botaniste qui en avait rapporté un échantillon (de Cervione en Corse). Comme le nom Helxine avait déjà été attribué par Linné à une autre espèce très différente et d'une toute autre famille, un nouveau nom de genre lui a été donné : Soleirolia (par le botaniste français Charles Gaudichaud-Beaupré, en 1830) toujours en l'honneur de Soleirol. 
Le nom complet de Soleirolia soleirolii a finalement été formé par James Edgar Dandy en 1965.
Soleirolia soleirolii est la seule espèce du genre Soleirolia au sein de la famille des Urticacées.
En raison des terminaisons différentes du nom de genre et de l'épithète spécifique, Soleirolia soleirolii n'est formellement pas un tautonyme et est donc autorisé par les règles de la nomenclature botanique.

## Habitats
Elle préfère les sols perméables, humifères, plutôt frais et de pH neutre à acide, mais elle colonise volontiers des roches, murs ou pierres humides ou proches de l'eau.

## Description, comportement
Les parties de la plante aérienne sont légèrement à densément couvertes de poils droits et en forme de faucille, mais ces poils ne sont pas comparables à ceux de certains genres de cette famille (orties) ; ils ne sont pas urticants. 
Tiges : elles sont filiformes et délicates, translucides, rosâtre et vitreuses (parfois poilues). Elles se ramifient et peuvent atteindre environ 50 cm de long ; elles peuvent s'enraciner au niveau des nœuds. 
Feuilles : disposées en alternance, elles ont de simples limbes foliaires, circulaires à oblongs, de 3 à 8 mm de long et d'une largeur de 2 à 4 mm de large, inégaux dans leur base. La marge foliaire est entière. Les feuilles de la forme naturelle sont d'un vert luxuriant. 
Les cystolithes (cristaux inorganiques) de forme linéaire allongée, sont présents dans les feuilles, sans stipules.

Des horticulteurs ont sélectionné et mis sur le marché quelques cultivars panachés, dorés ou bronze.
Fleur : Soleirolia soleirolii est monoïque (chaque inflorescence, pendante, blanche ou rose et généralement non perçue car minuscule, ne contient qu'une fleur). Sur la partie inférieure de la tige se forment en été des fleurs femelles et dans la partie supérieure des fleurs mâles. 
Les fleurs mâles contiennent quatre bractées libres, quatre étamines et un pistil ovale inversé stérile. Les quatre bractées des fleurs femelles sont fusionnées et sans poils, et le stylet mince de cette fleur n'est pas durable ; il n'y a pas de staminodes.
Akènes : ils sont brillants et brun clair, de forme symétrique et ovale avec une extrémité supérieure pointue, longs de 0,8 à 0,9 mm pour un diamètre d'environ 0,6 mm. L'akène est densément enveloppé par des bractées durables formant trois ailes liégeuses et ils sont couvertes de poils fins issus de la fleur.
Comme le laisse penser son nom anglais, mother of thousands, cette plante se bouture et se marcotte aisément, faisant qu'elle est de plus en plus utilisée en plante d'intérieur et parfois d'extérieur (comme couvre-sol, sur des murs végétalisés et pour son feuillage décoratif). Elle forme des tapis ou coussins denses et monospécifiques de 2 à 25 cm d'épaisseur.
Elle semble toxique ou non-appétente pour les escargots, limaces et autres invertébrés herbivores. Aux États-Unis, la chenille du vulcain (Vanessa atalanta) semble pouvoir la consommer à la place de l'ortie (Urtica holosericea). Cette absence de prédateur commun peut la rendre localement envahissante.

## Étymologie
Le nom générique « Soleirolia » et l'épithète spécifique « soleirolii » sont un hommage à Henri-Augustin Soleirol (1781-1853), botaniste amateur qui collecta des plantes en Corse et en Sardaigne.

## Origine géographique et répartition
Cette plante serait originaire des îles méditerranéennes (elle est encore endémique en Corse, aux Baléares, à Majorque, en Sardaigne et sur l'île voisine de Caprera,) et c'est une paléoendémique connue de l'Archipel toscan, mais elle tend à remonter vers le nord (notamment en bordure de fontaines, rivières ou sur sols humides où elle peut former de larges tapis), peut-être grâce au réchauffement climatique, et sans doute surtout à cause d'introductions par l'homme ou d'échappées de jardin ou de pot de fleur. En France, elle s'est implantée en Bretagne, Normandie, dans le sud de la région parisienne et on en trouve au moins localement dans le Pas-de-Calais. Elle a été trouvée en 2017 en Afrique du nord (Algérie). 

### Diffusion récente dans le monde
Lors de la dernière glaciation la Sardaigne et la Corse semblent avoir été le dernier refuge de l'espèce qui y bénéficie d'un climat subtropical aux étés chauds et secs et aux hivers doux et humides. La plante y est trouvée à l'ombre des arbres, sur de bons sols forestiers ou dans les anfractuosités, joints des murs ou sur des roches humides.
Depuis la fin du XXe siècle, l'espèce semble localement s'être naturalisée en Europe de l'Ouest, au moins jusque dans l'ouest de l'Allemagne (à Münster, dans la Ruhr ou encore à Cologne,) malgré des gelées profondes hivernales (jusqu'à environ -16 °C) qui n'empêchent pas une propagation continue, sans doute souvent à partir de graines car des floraisons sont régulièrement observées,.
Une population significative de Soleirolia soleirolii a récemment été signalée en Algérie (2017), dans un oued situé à 439 m d'altitude sur la péninsule de l'Edough (ancienne île et presqu’île lors des précédentes grandes transgressions marines) non loin d'une chute d'eau (cascade des Vautours) dans un environnement favorable aux endémiques rares dans le pays (ex. : Lactuca muralis (L.) Gaertn., Eupatorium cannabinium L., Sagina procumbens L., Carex sylvatica Huds., Hyacinthoides lingulata (Poir.) Rothm., Neotinea maculata (Desf.) Stearn, Hypericum afrum Lam. (Hamel & al. 2013), mais actuellement menacé par l'ailanthe de Chine (Ailanthus altissima (Mill.) Swingle) qui s'y comporte en espèces invasive, par le surpâturage et l’agriculture (défrichement de maquis et pompage), les canicules, sécheresses et incendies susceptibles d'être plus intenses et plus fréquents dans le contexte du réchauffement climatique.

## Sensibilité
Cette plante, bien que rustique et se bouturant facilement, ne s'est pas spontanément répandue hors de ses îles d'origine durant les derniers millénaires.
Elle est vulnérable à la sécheresse car ses racines sont toujours très superficielles.

Sa partie aérienne meurt en cas de déshydratation et sous −5 °C, et sa partie souterraine meurt en dessous de −10 °C et en cas de déshydratation.
Elle serait sensible aux oxydes d'azote mais semble s'adapter à certaines pollutions urbaines.
Étant donné son caractère potentiellement localement invasif, sa sensibilité à divers désherbants a été étudiée (publication 2010) en même temps que celle de deux autres plantes naines également utilisés comme couvre-sol (Polygonum capitatum, et Sedum mexicanum), toutes trois susceptibles de devenir localement envahissante  : Soleirolia soleirolii est totalement tuée par quelques désherbants (ex. : Aminopyralide, Triclopyr ou picloram) mais résiste relativement bien à d’autres (tels que le Bentazone, le 2,4-D éthylhexyl ester, le diuron, le paraquat/diquat ou la simazine).

## Génétique
Le nombre de chromosomes de Soleirolia soleirolii est 2n = 20 . Le nombre de chromosomes de base du genre Soleirolia étant (x = 10) il y a diploïdie.

## Plante d'intérieur
Depuis la fin du XXe siècle, c'est une plante souvent utilisée en intérieur, seule ou en association avec d'autres.

### Soins
Cette plante a besoin d'un substrat neutre à légèrement acide, humide, et de lumière (pas de soleil direct néanmoins) et d'une température idéalement située autour de 15 °C en été et 10 °C en hiver. La proximité d'une source de chaleur (ex. : cheminée, radiateur, cuisinière) est à éviter, de même que le gel (bien que l'espèce puisse tolérer −5 °C sans perdre son feuillage). Si l'air est sec, une brumisation à l'eau de pluie est bienvenue.
La plante peut être taillée (aux ciseaux) ou bouturée et marcotée.
À la différence de certaines plantes qui ont un métabolisme qui diminue beaucoup en hiver, cette espèce nécessite un substrat restant humide en hiver, car son métabolisme reste élevé, mais l'engorgement du sol est à éviter pour que les racines ne pourrissent pas, surtout en hiver.
En intérieur l'irrigation par le bas est recommandée pour éviter un pourrissement des feuilles.

## Cultivars
Plusieurs variétés ont été créées et mises sur le marché : 
- 'Argentea', au feuillage vert-gris argenté,
- 'Aurea', aux feuilles sont vert doré,
- 'Aladatase', aux feuilles vert clair vif,
- 'Panaché', aux feuilles vertes bordées de jaune…

## Synonymes
Selon The Plant List (9 février 2018) :
- Helxine soleirolii Req.
- Parietaria soleirolii (Req.) Spreng.
- Soleirolia corsica Gaudich.
- Soleirolia repens Kuntze